# Bijbelse geschiedenis
Bijbelse geschiedenis is de traditionele benaming voor het vak godsdienstonderwijs op de lagere school/basisschool. Het is gebaseerd op de verhalen in de Bijbel en wordt onderscheiden van onder meer de Vaderlandse geschiedenis.
Traditioneel begint de Bijbelse geschiedenis bij de verhalen uit het Oude Testament, gevolgd door de geschiedenis in het Nieuwe Testament over de geboorte en het leven van Jezus en de ontstaansgeschiedenis van het Christendom. Hierin is de jaarcyclus van advent, kerstmis, Pasen, Hemelvaart en Pinksteren opgenomen.